# Juan Manuel Peña
Juan Manuel Peña Montaño (Santa Cruz de la Sierra, 17 de janeiro de 1973) é um ex-futebolista boliviano, que atuava como defensor.

## Carreira
Começou sua carreira em 1990, no mesmo Blooming. Jogou ainda três temporadas no Santa Fé da Colômbia (1993-1995) antes de assinar contrato com o Valladolid.
Nos Pucela, Peña foi o líder da defesa do time, que defendeu por 249 vezes entre 1995 e 2004. Tal sucesso levou o Villarreal a contratar o zagueiro, que, contra o Málaga, marcou seu único gol por clubes. Em 2007, foi para o Celta de Vigo, onde jogou por três temporadas.
Após o término de seu contrato com o Celta, anunciou sua despedida dos gramados, aos 36 anos.

### Volta aos gramados
Surpreendentemente, três meses após deixar de jogar, Peña retornou ao futebol defendendo o D.C. United, onde já estava treinando para recuperar a forma física. Pela equipe norte-americana, jogou apenas dez partidas.
Em novembro, o DC anunciou que Peña não estava nos planos do time, e com isso, o zagueiro foi dispensado. Aos 38 anos de idade, pretende encerrar a carreira de forma definitiva no Blooming, seu primeiro clube.

## Seleção Boliviana
Peña estreou na Seleção Boliviana em 1991, com apenas 18 anos de idade. Jogou de 1991 a 2009 nos Verdes, tendo disputado a Copa de 1994, a Copa das Confederações de 1999 (única do país) e sete edições da Copa América. Foram 85 jogos entre 1991 e 2009, marcando um gols, contra Honduras, em 2003. A sua derradeira partida pela Seleção foi em março de 2009, contra a Argentina - partida marcada pela histórica goleada de 6 a 1 imposta pelos bolivianos.

## Títulos
Seleção Boliviana
- Copa América de 1997: 2º Lugar